# Memorial Rik Van Steenbergen 1993
Il Memorial Rik Van Steenbergen 1993, terza edizione della corsa, si svolse il 4 agosto 1993 su un percorso di 201 km, con partenza e arrivo ad Aartselaar. Fu vinto dall'italiano Mario Cipollini della MG Boys Maglificio-Technogym davanti al belga Niko Eeckhout e all'olandese Eddy Schurer.

## Ordine d'arrivo (Top 10)
| Pos. | Corridore        | Squadra                      | Tempo    |
| ---- | ---------------- | ---------------------------- | -------- |
| 1    | Mario Cipollini  | MG Boys Maglificio-Technogym | 4h41'00" |
| 2    | Niko Eeckhout    | Collstrop-Assur Carpets      |          |
| 3    | Eddy Schurer     | TVM-Bison Kit                |          |
| 4    | Johan Devos      | La William-Duvel             |          |
| 5    | Peter Spaenhoven | Primator                     |          |
| 6    | Tristan Hoffman  | TVM-Bison Kit                |          |
| 7    | Frans Maassen    | Wordperfect                  |          |
| 8    | Nico Emonds      | Willy Naessens               |          |
| 9    | Andrei Tchmil    | MG Boys Maglificio-Technogym |          |
| 10   | Patrick Deneut   | La William-Duvel             |          |